# Beryl Cook
Eleanor Beryl Cook OBE (* 10. September 1926 in Egham, Surrey; † 28. Mai 2008 in Plymouth) war eine britische Malerin der Naiven Kunst, die für ihre komischen Porträts dicker Menschen bekannt wurde.

## Leben und Werk
Cook besuchte die Kendrick School in Reading. Im Alter von 14 Jahren ging sie von der Schule ab und arbeitete in verschiedenen Berufen. Nach ihrem Umzug nach London 1943 wurde sie Tänzerin in einer Tourneeproduktion der Operette Die Csárdásfürstin. 1946 heiratete sie ihren Jugendfreund John, der in der britischen Handelsmarine zur See fuhr. Nach der Geburt des Sohnes John 1950 zog die Familie 1951 nach Südrhodesien (das heutige Simbabwe). Dort begann die Autodidaktin Beryl Cook zu malen – zunächst mit Farben ihres Sohnes auf Materialien des Alltags wie Holzbrettern oder Kaminschirmen.
1963 kehrten die Cooks nach England zurück und lebten zunächst in Cornwall. Nach einem weiteren Umzug betrieb das Ehepaar in der Hafenstadt Plymouth in Devon eine Pension, in der in den Sommermonaten vor allem Theaterschauspieler verkehrten. Im Sommer besuchten die Cooks oft die Bars von Plymouth, in den Wintermonaten konzentrierte sich Beryl Cook auf die Malerei und schuf unter dem Einfluss der Malerei Stanley Spencers und Edward Burras nach ihrem fast photographischen Gedächtnis Ölgemälde auf Holz, die ihr persönliches Bild von Plymouth und der dortigen „Szene“ schildern. Ein befreundeter Kunsthändler überredete sie dann dazu, erstmals Gemälde zu verkaufen. Bernard Samuels vom Plymouth Art Centre wurde so auf das „Lokalphänomen“ Cook aufmerksam und konnte sie 1975 für eine Ausstellung gewinnen. Diese Ausstellung war ein großer Erfolg und schaffte es bis auf die Titelseite des Sunday Times Magazine. 1976 folgte eine Ausstellung in der Londoner Portal Gallery.
Cooks Bilder wurden nicht zuletzt durch eine naiv-komische, dunkle Seiten ausklammernde Malweise populär – Victoria Wood bezeichnete sie 2006 als „Rubens with jokes“ (Rubens mit Witzen). Die grellen und extrovertierten Persönlichkeiten des Plymouther Nachtlebens, die Cook in ihren Gemälden darstellte, stehen dabei in einem Gegensatz zu ihrer als introvertiert und schüchtern beschriebenen Persönlichkeit.
Auf Reisen nach Buenos Aires, New York, Kuba, Paris und Barcelona gewann Cook neue Eindrücke, die sie als Motive in ihre Kunst aufnahm. 1995 wurde sie zum „Officer of the Order of the British Empire“ (OBE) ernannt, 2002 wurde ihr Werk The Royal Couple in die Golden Jubilee Exhibition zum goldenen Thronjubiläum Elisabeths II. aufgenommen. Zwei halbstündige Zeichentrickfilme nach Cooks Gemälden (Produktion: Tiger Aspect, ausgestrahlt 2004 auf BBC) über Frauen, die sich im Dolphin Pub in Plymouth treffen, gewannen mehrere Trickfilmpreise. 2006 veranstaltete die Portal Gallery in London eine große Retrospektive zum 80. Geburtstag der Künstlerin, 2007 war eine weitere Retrospektive im BALTIC Centre for Contemporary Art in Gateshead zu sehen.